# Rothus auratus
Rothus auratus là một loài nhện trong họ Pisauridae.
Loài này thuộc chi Rothus. Rothus auratus được Mary Agard Pocock miêu tả năm 1900.